# Peñas de San Pedro
Peñas de San Pedro è un comune spagnolo situato nella comunità autonoma di Castiglia-La Mancia.
Il comune, oltre all'omonimo capoluogo, le località di Cañada del Salobral (o Molina), Casa Cañete, El Colmenar, El Fontanar de Alarcón, El Fontanar de las Viñas, La Fuensanta, La Rambla, El Roble, El Royo, El Sahúco, La Solana e El Valero.